# Teréz portugál grófnő
Teréz (Póvoa de Lanhoso, 1080 – Galicia, 1130. november 11.) 1080 körül született, a portugáliai Póvoa de Lanhosoban vagy a galiciai Montederramo kolostorban. Törvénytelen gyermeke volt VI. Alfonz kasztília-leóni királynak és szeretőjének, Jimena Muñoz nemeskisasszonynak. Egy nővére volt még szülei viszonyából, Elvira. 

## Élete
Csupán 13 esztendősen apja hozzáadta őt egy francia arisztokratához, a 24 éves Burgundi Henrikhez, aki cserébe katonai támogatást nyújtott apósának a muszlimok elleni harcokban. 1096 első hónapjaiban Henrik és unokatestvére, Burgundi Rajmund, a későbbi Leóni Urraca királynő férje egyezséget kötöttek, miszerint Rajmund Henriknek adja Toledo királyságát, s a Kasztília-Leóni Királyság kincstárának egyharmadát VI. Alfonz halála után, ám ha ez nem kivitelezhető, Henrik akkoris megkapja majd Galícia területét.
Cserébe Henrik esküt tett, hogy kölcsönösen támogatni fogja Rajmundot mindenben, s az említett kincstár kétharmadával ő rendelkezhet majd apósa halála után. Csakhogy a titkos szerződésről Alfonz még időben tudomást szerzett, s gyorsan átadta vejének a Minho-folyó és a Santarém közötti terület kormányzását, mely tisztséget korábban pont Rajmund töltötte be, így meggátolta Henrik azon tervét, hogy Galícia ura legyen. Ezáltal az unokatestvérek egymás ellen fordultak, s onnantól fogva megint mindketten Alfonz kegyeit keresték. 
Alfonz halála után Henrik és Teréz együtt kormányozták tovább a Minho-folyótól délre eső területet, s 1111 decemberétől, Urraca leóni királynő uralma alatt már Zamora tartományát is ők irányíthatták. 1109-ben Alfonz elhunyt, s őt a trónon Teréz féltestvére, a 30 éves Urraca követte. Henrik betört León területére, hátha uralma alá tudja azt hajtani, de 1112-ben elhunyt ő is. Teréz ezután egyedül maradt a rendkívül kínos katonai és politikai helyzet kezelésére. Látszólag tiszteletben tartotta nővére trónját, s a királyság déli területére húzódott vissza, mely még csak nemrég került vissza a móroktól, a Mondego folyó környékén. Teréz sikerrel megostromolta Coimbrát, s utána már ő is "királynő"-nek kiáltotta ki magát, melyet II. Paszkál pápa is elismerni látszott. 1117-ben Teréz a saját maga által kibocsájtott okiratokban is úgy hívta magát, hogy: ,, Alfonz leánya, akit Isten választott ". Sőt, odáig merészkedett, hogy magát már úgy látta, mint Portugália első uralkodóját.
1116-tól kezdett el csatározni féltestvérével, Urracával. 1120-ban is megütköztek egymással seregeik, mely már nyílt trónviszály volt. Hogy célját még biztosabban elérhesse, egy rendkívül előnyös házasságot tervezett el, egy befolyásos galíciai nemessel, Fernando Pérezzel, Trava grófjával, aki eltaszította magától első feleségét, hogy nőül vehesse Terézt, ám a frigy mégsem köttetett meg.
1121-ben Teréz elfoglalta Lanhoso-t, még mindig Urracával harcolva a hatalomért. Végül béketárgyalások kezdődtek közöttük, olyan kompromisszummal, hogy Teréz lehet Portugália grófnője, cserébe pedig nem lép fel többet nővére ellen.
1128-ban Braga érseke, s a főbb portugál nemesurak megunták a régóta tartó szövetséget Galíciával. Lázadás tört ki, s ennek során Terézt egy rövid polgárháború után letaszították trónjáról. Teréz fia, Alfonz, aki meggyűlölte anyját, mert az Fernando szeretője lett, ezek után legyőzte az asszony csapatait, s őt, kegyencét, s gyermekeiket száműzte Galíciába, egész közel a portugál határhoz. 
1130. november 11-én Teréz elhunyt, körülbelül 50 éves korában. Fia, Alfonz Henrik később Portugália első királyaként lépett trónra, egy, már független állam uraként.
Teréz és Henrik gyermekei:
- Urraca (1095 körül – 1169 után), Bermudo Pérez de Traba gróf harmadik felesége lett 1122 júliusa körül, s hat gyermekük született, Fernando, Urraca, Suero, Teréz, Száncsá és Urraca (korán elhalt nővére nevét kapta)
- Száncsá (1097-1163), ő San Salvador de Ferreira de Panton kolostorának rendfőnökasszonya lett
- Teréz (1098 körül-?)
- Henrik (1106-1110)
- Alfonz Henrik (1109 július vagy augusztus-1185.december 6.), 1139. július 26-tól haláláig Portugália uralkodója. 1146-ban nőül vette Mafaldát, a szavojai gróf leányát, aki hét gyermeket szült neki, Henriket, Urracát, Terézt, Mafaldát, Száncsót, Jánost és Száncsát. Alfonznak volt egy házasság előtti kapcsolata is, Chamoa Gómezzel, egy gróf leányával, akitől egy fia született, Alfonz. Két házasságtörő viszonya is volt, Elvira Gálter két leányt szült neki, Urracát és Terézt. Még egy fia volt, Pedro Alfonz, az ő anyjának neve azonban ismeretlen.
- Pedro (?-?), Alcobaça kolostorának rendfőnöke

Teréz és Fernando gyermekei:
- Teréz (?-1180 körül), ő 1154 márciusától Nuño Pérez de Lara gróf neje volt, akinek hat gyermeket szült, Álvarot, Fernandot, Gonzalot, Száncsát, Máriát és Elvirát. Amikor férje 1177-ben elhunyt, 1178-ban hozzáment az özvegy II. Ferdinánd leóni királyhoz, akinek két fiút szült, Ferdinándot és Száncsót.
- Száncsá (?-1181 márciusa után), ő 1150 előtt nőül ment Álvaro Rodríguez de Sarria grófhoz, akinek négy gyermeket szült, Rodrigot, Vermudot, Száncsát és Terézt. 1167-ben megözvegyült, utána 1170-ben hozzáment Pedro Alfonz asztúriai nemesemberhez, de tőle nem született gyermeke. 1173-ban Pedro is elhunyt, s Száncsá 1178-ban harmadjára is férjhez ment, ezúttal Gonzalo Ruiz nemesúrhoz, de neki sem szült gyermeket.

Teréz végső nyughelye a braga-i katedrálisban van, Portugáliában.